# Darrin Hickok
Darrin Hickok ist ein US-amerikanischer Theater und Filmschauspieler.

## Leben
Darrin Hickok ist ein direkter Nachfahre des Revolverhelden Bill Hickok. Er wuchs in der Nähe von Cape May im US-Bundesstaat New Jersey auf. Später zog er nach New York City, wo er am William Esper Studio das Schauspiel lernte. Anschließend begann er sich als Theaterschauspieler verdient zu machen. Er wirkte unter anderem 2019 im viel beachteten Stück Death of a Salesman im Ruskin Theatre mit.
Er startete ab 2015 mit den Besetzungen in Episodenrollen als Fernsehschauspieler. 2017 hatte er eine Nebenrolle in dem Spielfilm The Wrong Nanny. Im selben Jahr verkörperte er die Rolle des Jimmy Burns im Kurzfilm Don't Say These Words, der am 22. Oktober 2017 auf der Long Island International Film Expo uraufgeführt und am 12. September 2018 auf dem Hell’s Kitchen NYC Festival gezeigt wurde. Dieselbe Rolle übernahm er in den ebenfalls 2017 erschienenen Spielfilm Devil's Five. Eine weitere Filmrolle folgte 2018 in dem Mockbuster Triassic World.

## Filmografie
- 2015: The Haunting Of (Fernsehserie, Episode 6x09)
- 2016: Shadow of Doubt (Fernsehserie, Episode 1x03)
- 2016: The Mind of a Murderer (Fernsehserie, Episode 2x02)
- 2017: The Wrong Nanny
- 2017: Don't Say These Words (Kurzfilm)
- 2017: Devil's Five
- 2018: Triassic World